# Sedgwick megye (Colorado)
Sedgwick megye az Amerikai Egyesült Államokban, azon belül Colorado államban található. Megyeszékhelye és legnagyobb városa Julesburg. Lakosainak száma 2404 fő (2020. április 1.). Sedgwick megye Deuel, Phillips, Cheyenne, Perkins és Logan megyékkel határos.

## Népesség
A megye népességének változása:
| Lakosok száma | 2371 | 2375 | 2381 | 2360 | 2399 | 2404 |
|               | 2010 | 2011 | 2012 | 2013 | 2015 | 2020 |